# Ugyen Wangchuck

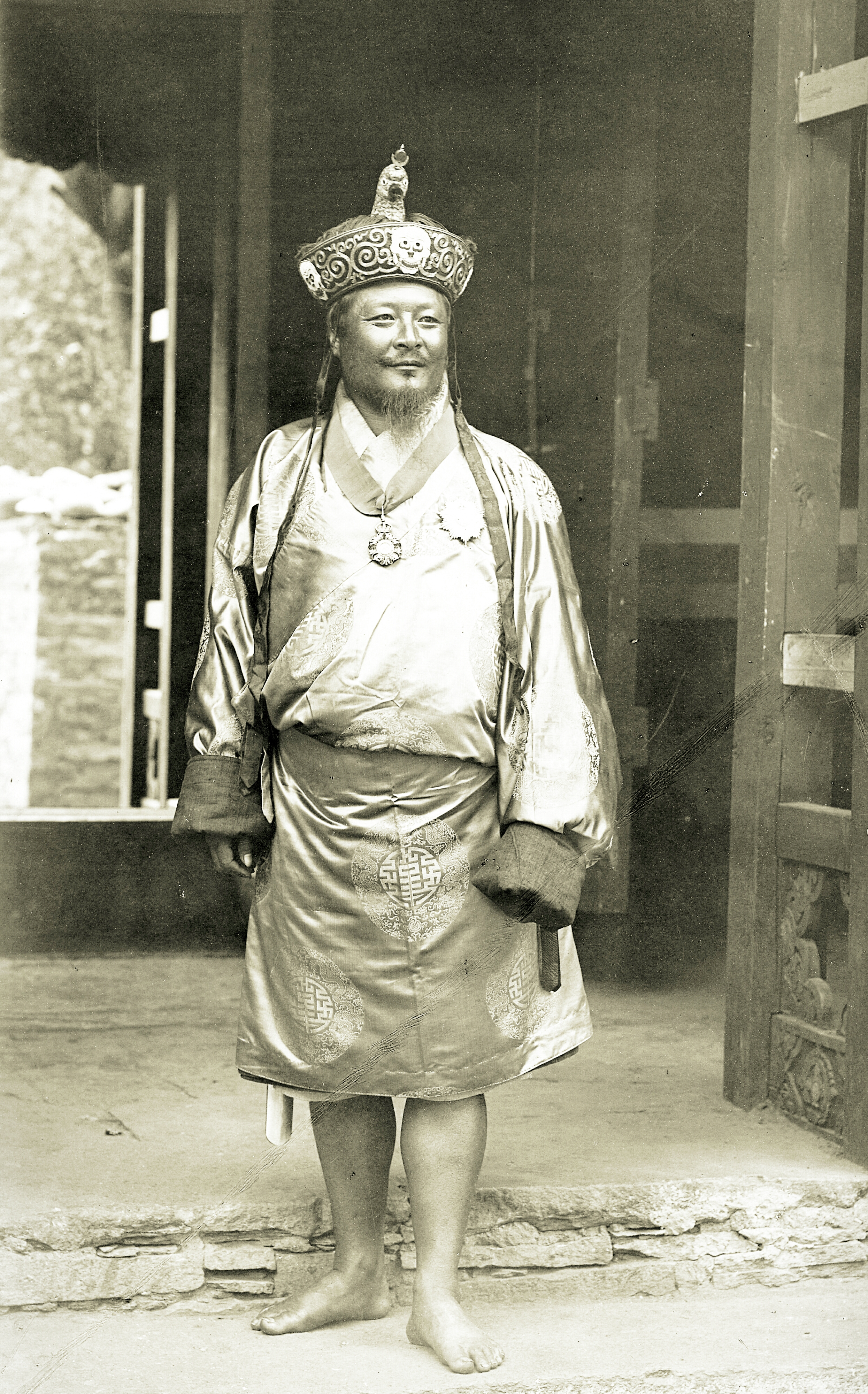
Ugyen Wangchuck

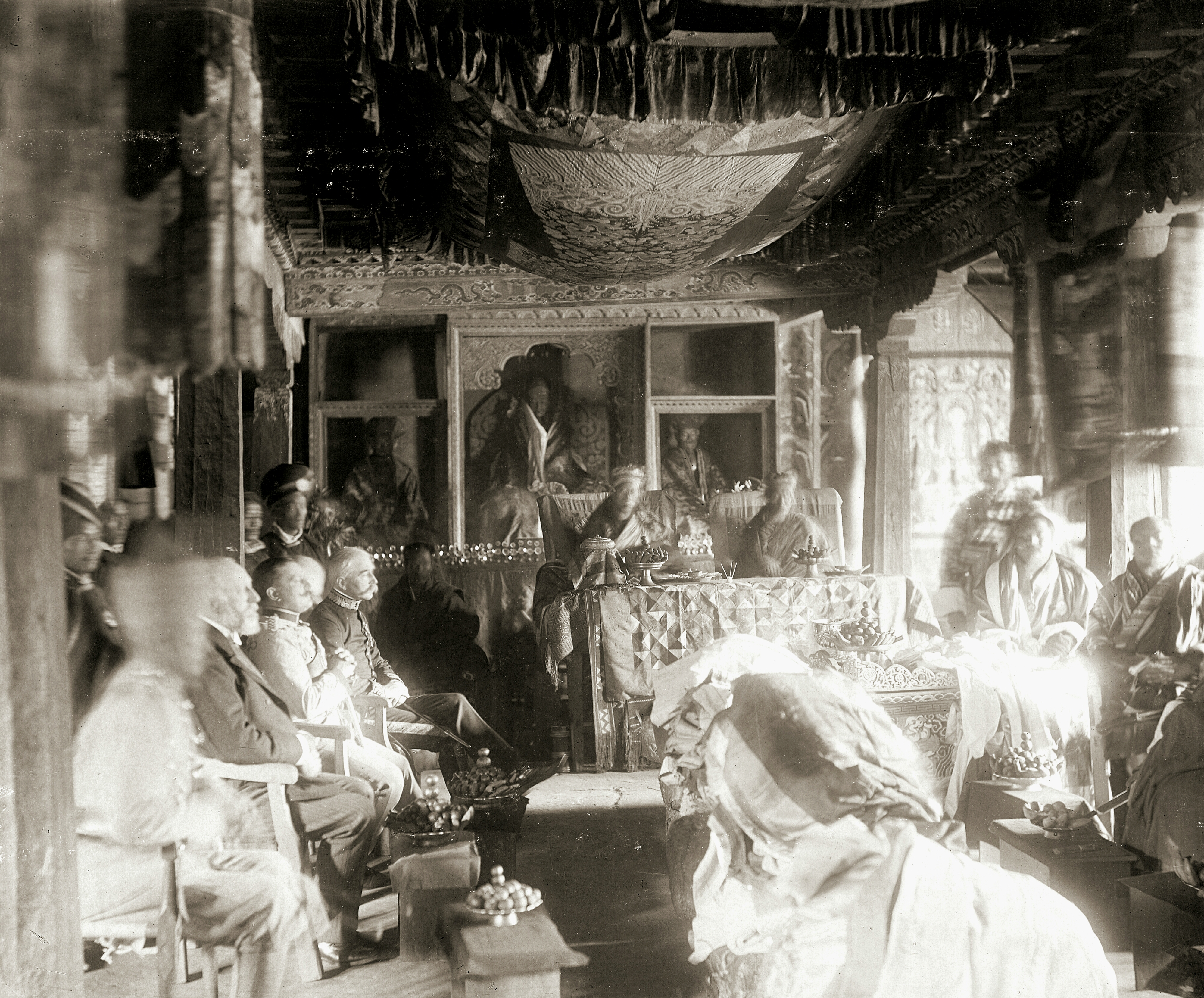
König Ugyen Wangchucks Investitur als Knight Commander des Order of the Indian Empire im Punakha Dzong, 1905

Ugyen Wangchuck (bhutanisch ཨོ་རྒྱན་དབང་ཕྱུག, von tib.: u rgyan dbang phyug; auch Ugyen Wangchuk; Deb Nagpo; * nach dem 21. August 1861; † 21. August 1926 in Bumthang) war vom 17. Dezember 1907 bis zu seinem Tod erster König (Druk Gyalpo) von Bhutan. Der Penlop Tongsas schlug von seiner Basis im zentralen Bhutan aus seine politischen Feinde und vereinigte es trotz Bürgerkriegen und Aufständen (1882–1885).
Im Dezember 1907 wählte ihn das Volk Punakhas – der damaligen Hauptstadt – zum Erben der Monarchie und König auf Lebenszeit. Während seiner Herrschaft begann der langsame Reformprozess in Bhutan, da er für den Bau von Schulen sorgte. 1910 unterzeichnete er den anglo-bhutanischen Vertrag.
Für seine Hilfe bei einer Expedition des Francis Younghusband nach Lhasa wurde er 1905 als Knight Commander des Order of the Indian Empire (KCIE), 1911 als Knight Commander des Order of the Star of India (KCSI) und 1921 als Knight Grand Commander des Order of the Indian Empire (GCIE) ausgezeichnet.
Er starb 1926 im Alter von 64 Jahren im Thinley Rabten Palace in Phodrang.